# Зигхард VII
Зигхард VII фон Химгау или Зицо (на немски: Sieghard VII (Sizo) von Chiemgau, * ок. 1010, † 5 юли 1044 в Менфьо, Унгария) от род Зигхардинги е граф в Химгау (Кимгау).
Той е най-възрастният син на граф Енгелберт III фон Химгау († 1020) и Адала Баварска († сл. 1020), най-възрастната дъщеря на пфалцграф Хартвиг I от Бавария от род Арибони и на Вихбурга Баварска. Брат е на Хартвиг († 1039), епископ на Бриксен (1022 – 1039) и на граф Енгелберт IV († 1040). По-малък полубрат е на Хартвиг II († 1027), пфалцграф на Бавария, и на Арибо († 1031), от 1021 архиепископ на Майнц.
Император Хайнрих III побеждава унгарците през 1044 г., но Зицо е убит в битката при Менфő на 5 юли 1044 г.

## Фамилия
Зигхард VII се жени за Пилихилд/Билихилд фон Андекс († 23 октомври 1075), дъщеря на Фридрих I, граф на Горен Изар (Андекс). Те имат децата:
- Фридрих I фон Понгау († 17 юли 1071), граф на Тенглинг, ∞ Матилда фон Фобург († 30 септември сл. 1092), дъщеря на маркграф Диполд I фон Фобург († 1060)
- Зигхард/Зигхарт/Сирус VIII († 1077), патриарх на Аквилея (1068−1077)
- Суанехилда († сл. 1074), ∞ Леополд II, маркграф на Австрия († 1095)
- ?Еленхард († 1078), епископ на Фрайзинг (1052−1078)
- ?Матилда, ∞ Рапото, граф
- Фридгунда, абатиса на „Ст. Мария“ към Аквилея
- Хилдбурга (Вилпирк), ∞ Конрад († 1092), княз на Моравия